# 1784 în literatură
Anul 1784 în literatură a implicat o serie de evenimente și cărți noi semnificative.  

## Cărți noi
- Thomas Astle - The Origin and Progress of Writing
- George Berkeley - Works
- Edmund Burke - Speech on the East India Bill
- Thomas Chatterton - Supplement to the Miscellanies
- James Cook - A Voyage to the Pacific Ocean
- George Bubb Dodington - Diary
- William Godwin - Sketches of History
- Samuel Horsley - Letters from the Archdeacon of St. Albans
- Immanuel Kant - What is Enlightenment?
- William Mitford - The History of Greece
- Antoine de Rivarol - Sur l'universalité de la langue française
- Arthur Young - Annals of Agriculture